# 김혜린 (배드민턴 선수)
김혜린(1995년 5월 19일~)은 대한민국의 배드민턴 선수이다. 인천국제공항 스카이몬스 소속으로 활동하고 있으며, 2019년 홍콩오픈 배드민턴 선수권 대회 여자복식에서 2위를 기록했다.